# Cobza
La kobza o cobza è uno strumento diffuso in Moldavia e Romania, utilizzato nell'ambito della musica folk. Strumento molto antico, appartenente alla famiglia del liuto, è una evoluzione locale dell'oud turco e del barbat persiano. I musicisti più famosi in Moldavia e in Romania e che impiegano lo strumento sono Pavel Turcan e Constantin Gaciu. Le dimensioni di una cobza sono come quelle di un oud, infatti è molto simile ad esso sia per forma che per il tipo di plettro che si impiega.

## Origini
La Cobza potrebbe essere arrivata in Romania attraverso gli zingari liutari (gypsy lăutari, dove il termine lăutar, letteralmente "suonatori di liuto", indica tutt'oggi i suonatori di questo strumento). Nelle pitture di monasteri del XVI secolo la cobza è spesso presente. In genere viene accompagnata da violini o flauti. Il manico corto non permette melodie elaborate, si preferisce l'utilizzo nell'accompagnamento.
Il nome ha una derivazione dallo slavo Kobza (Кобза) a sua volta derivato dal turco kobuz o komuc. È probabile che si sia diffuso tramite una delle invasioni turche del Balcani. Il komuz è lo strumento tipico dei Kyrgyz considerati i successori degli Unni che invasero l'Europa nel IV secolo. Si sa che i bulgari che migrarono dal Volga superiore al Danubio del sud nel VI-VII secolo avevano strumenti simili al liuto.
È molto frequente il suo utilizzo nelle orchestre folk, più raro nei villaggi. In Moldavia la si trova nei villaggi Csángó, una minoranza etnica moldava. Da non confondere con la Kobza Ucraina che ha una discendenza più antica che va al X-XI secolo ed è riconducibile ad antichi strumenti degli slavi del nord, anche se il termine kobza fu introdotto nel XIII secolo. La kobza è stato lo strumento preferito dei cosacchi, delle corti polacche e degli zar russi. È stato gradualmente sostituito dalla bandura. Il koboz è il nome del liuto ungherese medioevale ed utilizzato per indicare l'attuale cobza suonata in Romania.

## Lo strumento
Le dimensioni medie di una cobza sono 660 x 290 x 190 mm. Generalmente si suona con un plettro.

### Accordatura
(partendo dall'alto) 
- 8   SI,  246.9 Hz
- 7   RE,  146.8 Hz
- 6   MI   329.6 Hz
- 5   SOL,  196.0 Hz
- 4   SI,  246.9 Hz
- 3   SI,  246,9 Hz
- 2   MI   329.6 Hz
- 1   MI   329.6 Hz